# Philates chelifer
Philates chelifer là một loài nhện trong họ Salticidae.
Loài này thuộc chi Philates. Philates chelifer được Eugène Simon miêu tả năm 1900.